# İstanbulspor

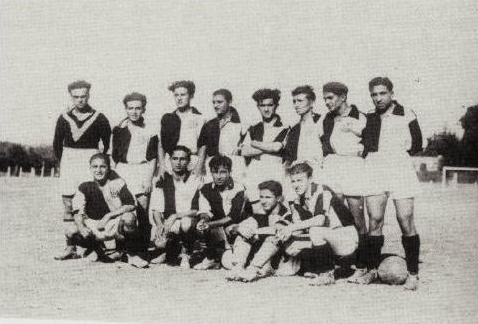
Vítězná sestava İstanbulsporu z 1931/32 (mistr İstanbul Futbol Ligi)

İstanbulspor (celým názvem İstanbulspor Anonim Şirketi) je turecký fotbalový klub z Istanbulu, který působí v sezóně 2014/15 v turecké čtvrté lize Spor Toto 3. Lig. Byl založen v roce 1926, letopočet založení je i v klubovém emblému. Svá domácí utkání hraje na stadionu Bahçelievler Stadyumu s kapacitou 4 350 míst.

## Úspěchy
- 1× vítěz İstanbul Futbol Ligi (1931/32)
- 1× vítěz İstanbul Şildi (1931/32)[2]